# Myiopsitta monachus cotorra

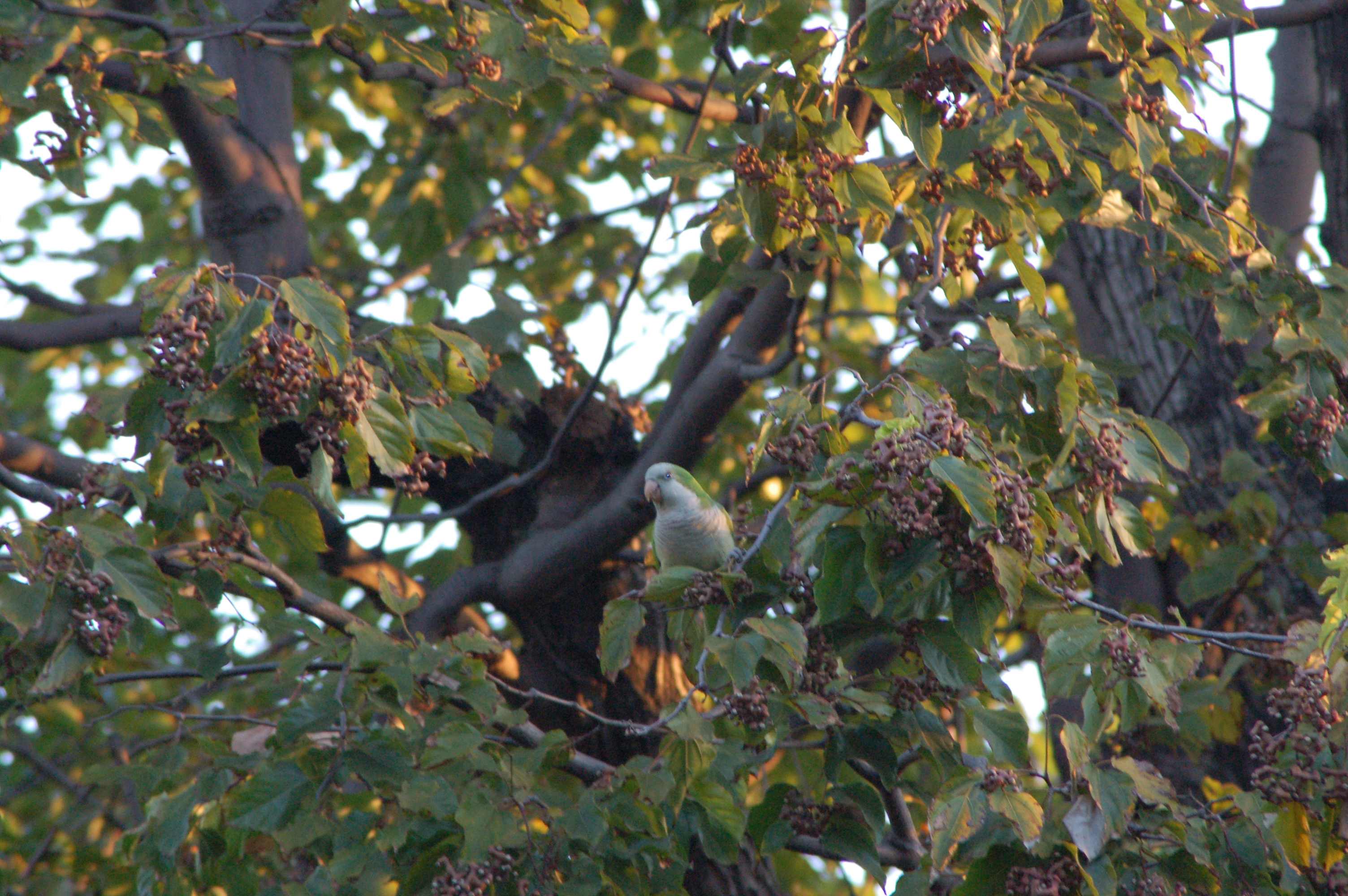
Myiopsitta monachus cotorra en el Paraguay.

La cata del Paraguay (Myiopsitta monachus cotorra) es una de las 4 subespecies en que se divide la especie Myiopsitta monachus, del género monotípico Myiopsitta, llamada comúnmente cotorra catita, catita, cata, cotorra monje, cotorra argentina, o cotorrita verdigrís.  Esta ave de la familia de los loros habita en bosques, estepas arbustivas, sabanas, áreas de cultivo, parques, y ciudades del centro-sur de América del Sur. Es apreciada como mascota, por lo que fue comercializada en todo el mundo, logrando escapar, reproducirse, y hacer nuevas poblaciones, por lo que se ha transformado en un taxón introducido y seriamente problemático en numerosos países.

## Descripción
El peso de esta subespecie es de entre 90 y 120 g, y su largo total es de entre 27 y 28 cm. Esta subespecie es de menor tamaño que la nominal, con el pico proporcionalmente más pequeño. La cabeza no posee tono gris. La frente es gris sin tinte azulado. El verde del dorso es más brillante y claro, pero en la corona es más oscuro. El vientre es sepia menos amarillento, y pasa a verde opaco en el abdomen. Las remeras alares son azules.

## Distribución
La exacta geonemia de cada una de las subespecies de esta especie aún es, en parte, discutida, pues en grandes áreas algunos especialistas creen que habita una subespecie, y para otros otra, por lo que se requiere una revisión rigurosa basada en un amplio lote de muestras de las zonas donde hay discrepancias.
En líneas generales, esta subespecie se distribuía originalmente en el centro-sur de América del Sur. No hay discusión en el área del centro-sur de Brasil, en los estados de Mato Grosso y Mato Grosso do Sul —es la subespecie que habita en el Pantanal—, el extremo oriental de Bolivia, y el valle del río Paraguay hasta el noreste de la provincia de Formosa y el Paraguay central.
Las divergencias se producen al occidente, sur, y sudeste de esta área. Algunos autores la extienden por casi todo el chaco boliviano y chaco paraguayo, hasta el área con chaco húmedo de las provincias del noreste de la Argentina, en el este de Formosa y de Chaco, la mitad norte de Santa Fe y la de Corrientes, y en las áreas desmontadas con otrora selva en Misiones (y el occidente de Paraná, Santa Catarina, y posiblemente el noroeste de Río Grande del Sur en Brasil).
Para otros, en cambio, el sector antes aludido corresponde a M. m. monachus, mientras que M. m. cotorra se expande por Formosa (salvo el sudeste), norte de Chaco, centro y norte de Santiago del Estero, el área chaqueña de Jujuy y de Salta, este de  Tucumán y de Catamarca. Toda esta área para los anteriores autores corresponde en realidad a M. m. calita.

## Taxonomía
Esta subespecie fue descrita originalmente por Louis Jean Pierre Vieillot en el año 1818, bajo el nombre científico de: Psittacus cotorra. Su localidad tipo es: «Paraguay».

## Comportamiento
En la naturaleza vuelan en ruidosas bandadas a gran velocidad, nunca levantando las alas por encima del cuerpo, y aleteando constantemente.
Es capaz de emitir una amplia variedad de sonidos bonitos , dulces y graznidos, y en cautiverio es capaz de vocalizar o imitar palabras, aunque en esta cualidad está muy lejos de poseer las capacidades de algunos géneros de su misma familia. 

### Alimentación
Es una especie principalmente granívora; en la naturaleza se alimenta de semillas de plantas tanto silvestres como cultivadas. Entre estas últimas muestra preferencia por el sorgo, el maíz y el arroz. También consume frutos, flores, brotes de plantas, así como insectos adultos y sus larvas. También pueden alimentarse de la grasa de animales muertos.
En cautiverio aceptan pan, galletas, hortalizas, carne y otros alimentos. 

### Reproducción
Son aves altamente gregarias. Construyen un nido, al contrario que la mayoría de los loros. Nidifican comunitariamente, construyendo nidos que pueden llegar a ser muy grandes y pesados, utilizando ramitas de plantas espinosas entretejidas. El nido lo ubican en árboles altos, o en estructuras artificiales, como torres de radiocomunicación, o tendidos eléctricos. La altura buscada es para evitar los depredadores terrestres.
Ponen de 5 a 8 huevos por nidada, y la incubación dura unos 26 días. Los huevos se adaptan a cualquier tipo de climas templados o tropicales; esto se da por la protección térmica que proporcionan las cámaras de los nidos coloniales.

## Ecología
Sus principales depredadores naturales son las aves rapaces, pequeños felinos, y la comadreja overa (Didelphis albiventris). 